# 韓国鉄道公社110000系電車

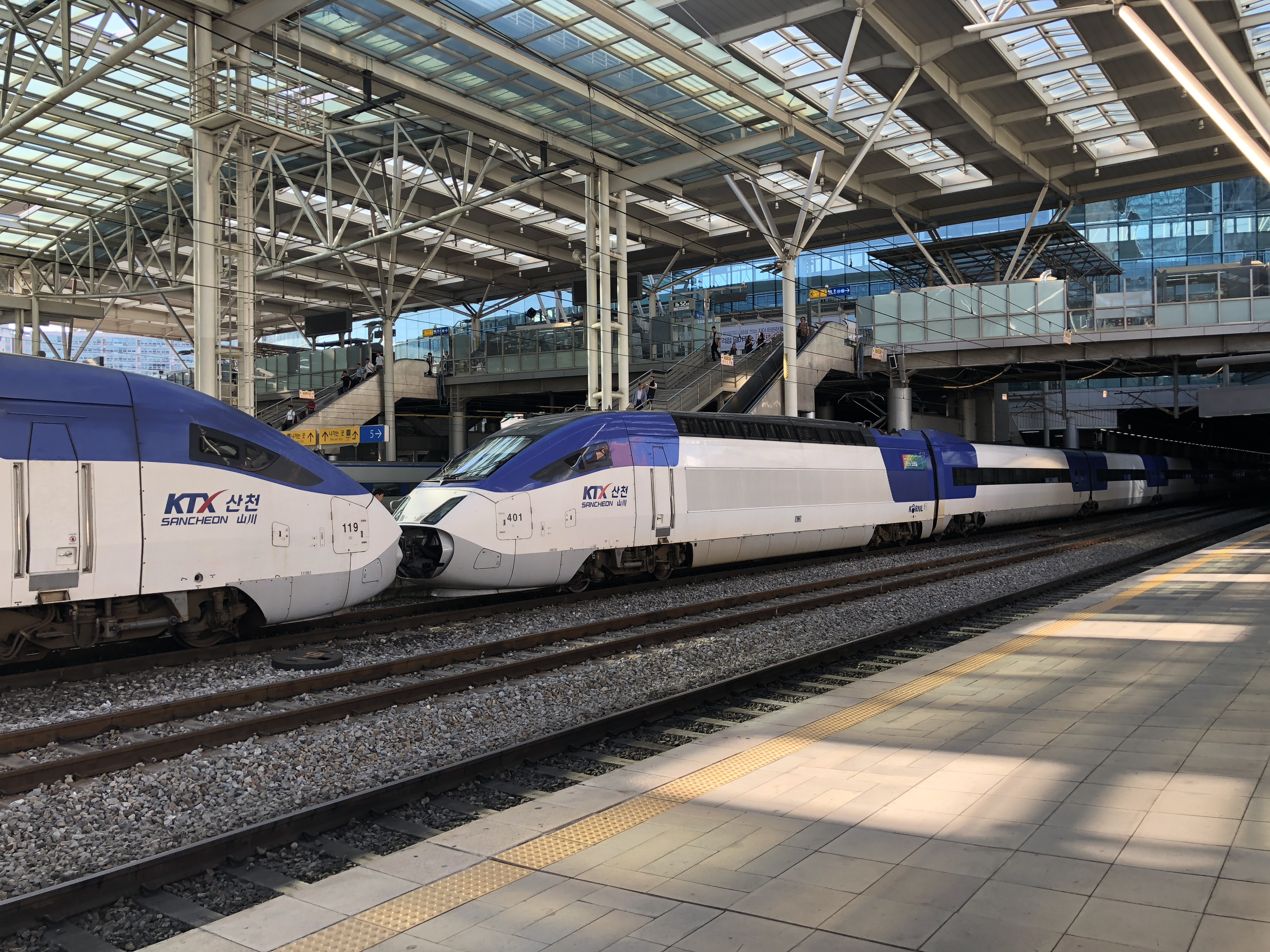
併結運転を行うKTX-山川（ソウル駅）

韓国鉄道公社110000系電車は、韓国鉄道公社（KORAIL）に所属する高速鉄道用車両。愛称はKTX-山川（ケーティーエックス サンチョン、韓: KTX-산천）。
本項目では2011年までに製造された1 - 3次車と、2016年から2017年に製造された140000系について扱う。
なお、当形式の4次車にあたり、現在は全車がKORAILからSRにリースされた120000系と、SR保有の130000系（ともにSRTとして運行）については当該項目を参照。

## 概要
この車両は試験車両HSR-350xの技術を利用して製作され、当初はKTX-IIという名称でも呼ばれた。2008年11月25日に初の量産車が出荷され、2009年2月17日、高陽車両事務所に回送された。以来、KORAILでの試運転を経て、2009年10月13日にソウル特別市で開催された「乗ろう！列車に！」（타자! 기차를!）のイベントで、正式に初公開された。
空気抵抗を減らすために、車体は在来種の魚ヤマメをモチーフに流線型で製作され（一種の「バイオミメティクス」）、2010年2月に行われた名称の公募では、これを反映した「KTX-山川」（韓国語では「산천어（サンチョノ）、漢字表記は「山川魚」）が最終的に採用された。以後、2010年3月2日から京釜線と湖南線にそれぞれ投入され、運行を開始した。

### 性能
今後の高速鉄道車両のコンセプト設計が行われていた1996年当時には、IGBT素子の出力では1,100kWに達する主電動機を制御することが不可能に近かったため、電力制御素子としては、大電力制御が可能なGTOサイリスタ系素子の中で最も効率の高いIGCTを使用することでいったんは決定された。しかし、試作車HSR-350xを使用した長期間の試験運行の結果、電力効率や騒音、信頼性の面でIGCTはあまりメリットがないものと判断された。パワーエレクトロニクス技術の発達により、IGBTを用いた大電力の制御が容易になりつつあり、量産車であるKTX-山川編成では、アメリカの半導体メーカーIXYS社のイギリス法人が供給するIGBTを用いたVVVFインバータ制御方式を採用することになった。

### 短編成化と自動併結運用
既存の100000系 KTX（KTX）が、両端の動力車2両・動力車に隣接する電動機付き客車2両と中間付随客車16両の20両編成（L-M-16T-M-L）を組成するのに対し、本形式では両端の動力車2両と中間付随客車8両の10両編成（L-8T-L）を組成する。車両の構成は、動力車 - 優等室 - 優等室 - 特室 - スナックカー・家族室合造車 - 優等室 - 優等室 - 優等室 - 優等室 - 動力車の順である。また、先頭車前部に電空一体の自動解結装置を装備して分割併合運転に対応し、需要に応じた弾力的な運用が可能となり、全羅線、慶全線などでの運用も考慮している。
なお、4号車に設置されたスナックカーについては、利用率が低迷したため順次一般室（12席）に改造を始めたが、2017年、国土交通部より安全性を検証しなかったという理由で中断させられた。

## 100000系との違い

### 客室設備
優等室（従来の一般車に相当）の座席前後間隔（シートピッチ）が従来の930mmから980mmと50mmほど拡がり、快適性が改善された。100000系の座席はフランス国鉄（SNCF）のTGV車両に準じて、一部を除き回転不可能な構造であったが、すべての座席が回転可能な形態に変更されており、形状や材質も改良された。室内には間接照明を採用し、開放感が向上した。特室用座席の場合は、自動リクライニング機能が追加されており、最大リクライニング角度は、既存の39度から43度に改良された。窓ガラスは、既存の29mm（三層）から38mm（四層）と厚くなり、騒音遮断効果と安全性が向上した。特室の全座席と優等室8か所に220Vコンセントが設置されている。

### 技術的な部分
主電動機を同期電動機から、現代ロテム製1,100kW級誘導電動機に変更し、維持補修の簡略化を図った。車体は100000系が普通鋼製のシングルスキン構造であるのに対し、本形式ではアルミニウム合金製ダブルスキン構造を採用し、これに伴う気密性の強化と騒音の低減を図っている。現代ロテム側の発表によると、300km/h走行時64dBの騒音値を達成しており、これは100000系に比べて2dB程度低い数値である。客車の車体幅は2,904mmから2,970mmに拡大された。
また、加速性能が向上、100000系の6分5秒に比べ49秒早い5分16秒で最高速度の300 km/hまで到達できるようになった。

## 編成
|              | ← 幸信・ソウル・龍山釜山・晋州・浦項・木浦・麗水エキスポ → |           |           |           |                      |           |           |           |                   |           |
| 号車(重連時) | 動                                                         | 1 (11)    | 2 (12)    | 3 (13)    | 4 (14)               | 5 (15)    | 6 (16)    | 7 (17)    | 8 (18)            | 動        |
| 形式         | 11xx51 PC                                                  | 11xx01 T1 | 11xx02 T2 | 11xx03 T3 | 11xx04 T4            | 11xx05 T5 | 11xx06 T6 | 11xx07 T7 | 11xx08 T8         | 11xx52 PC |
| 座席         | -                                                          | 一般室    | 一般室    | 特室      | 一般室               | 一般室    | 一般室    | 一般室    | 一般室 （自由席） | -         |
| 車内設備     | -                                                          | WC,,補    | 補,       | WC,補     | WC,乗,売店, 同伴席   | WC,補     | WC,補,    | 補        | WC,補             | -         |
| 定員         | -                                                          | 43        | 52        | 30        | 32 （うち同伴席4*4） | 52        | 48        | 52        | 43                | -         |

## 140000系

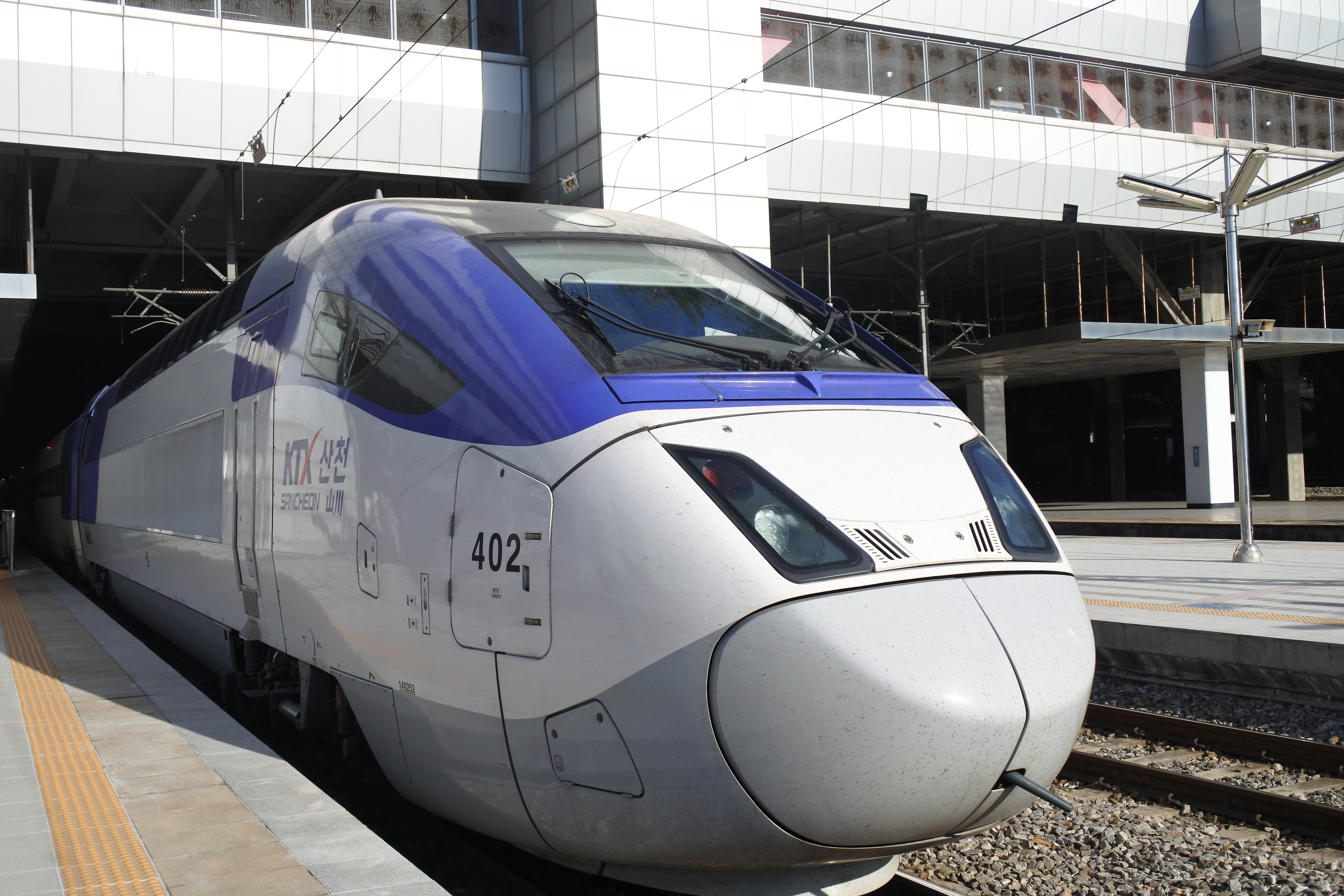
140000系

2018年平昌オリンピックに備えた江陵線の高速化事業に伴い、2014年3月に15編成150両が現代ロテムに発注され、2016年から2017年にかけて落成。
発車標などでの表示は、110000系使用列車が「KTX-산천/KTX-Sancheon」とハイフンを用いるのに対し、本形式では「KTX_산천/KTX_Sancheon」とアンダースコアを用いることで区別している。
運転席からの視野、ワイパー・連結面などが改善されている。カラーリングが青系となっている点以外は、SRT用の130000系とほぼ共通のデザイン、仕様である。一方で制御装置はIXYS製から現代ロテム製となった。
量産車の試運転が不十分だったため、初期故障が頻発した。
現在、江陵線のKTXは150000系に統一され、京釜高速鉄道・湖南高速鉄道に転属した。
|              | ← ソウル江陵 → |           |           |           |           |           |           |           |                   |           |
| 号車(重連時) | 動             | 1 (11)    | 2 (12)    | 3 (13)    | 4 (14)    | 5 (15)    | 6 (16)    | 7 (17)    | 8 (18)            | 動        |
| 形式         | 14xx51 PC      | 14xx01 T1 | 14xx02 T2 | 14xx03 T3 | 14xx04 T4 | 14xx05 T5 | 14xx06 T6 | 14xx07 T7 | 14xx08 T8         | 14xx52 PC |
| 表記         | 4xx            |           |           |           |           |           |           |           |                   | 4xx       |
| 座席         | -              | 一般室    | 一般室    | 特室      | 一般室    | 一般室    | 一般室    | 一般室    | 一般室 （自由席） | -         |
| 車内設備     | -              | WC,,補    | 補,       | WC,補     | WC,乗     | WC,補     | WC,補,    | 補        | WC,補             | -         |
| 定員         | -              | 51        | 56        | 33        | 56        | 48        | 48        | 56        | 60                | -         |

凡例
- 補：補助席（デッキにあるジャンプシート）
- WC：トイレ
- ：自動販売機
- ：バリアフリー施設（座席及び便所）
- 乗：乗務員室
- 動：動力車

## 歴史
- 2006年6月7日：現代ロテム、韓国鉄道公社から10編成100両を2,940億ウォンで受注[6]
- 2008年1月10日：現代ロテム、韓国鉄道公社から9編成90両を受注[7]。(後日5編成を追加受注)
- 2011年2月11日：KTX-山川第3編成が光明駅で脱線事故を起こし運用離脱。
- 2012年9月5日：運用離脱していた第3編成が再ロールアウト[8]

## 運用
- 1次車 - 2009年9月から第1次導入分（6編成60両）が搬入され、高速新線での走行試験を実施した後、2010年3月2日から営業運転を開始し、6編成が京釜線と湖南線に最初に投入された。
- 2次車 - 2010年末までに4編成を追加投入。
- 3次車 - 2010年末までに9編成を追加投入。

## 画像

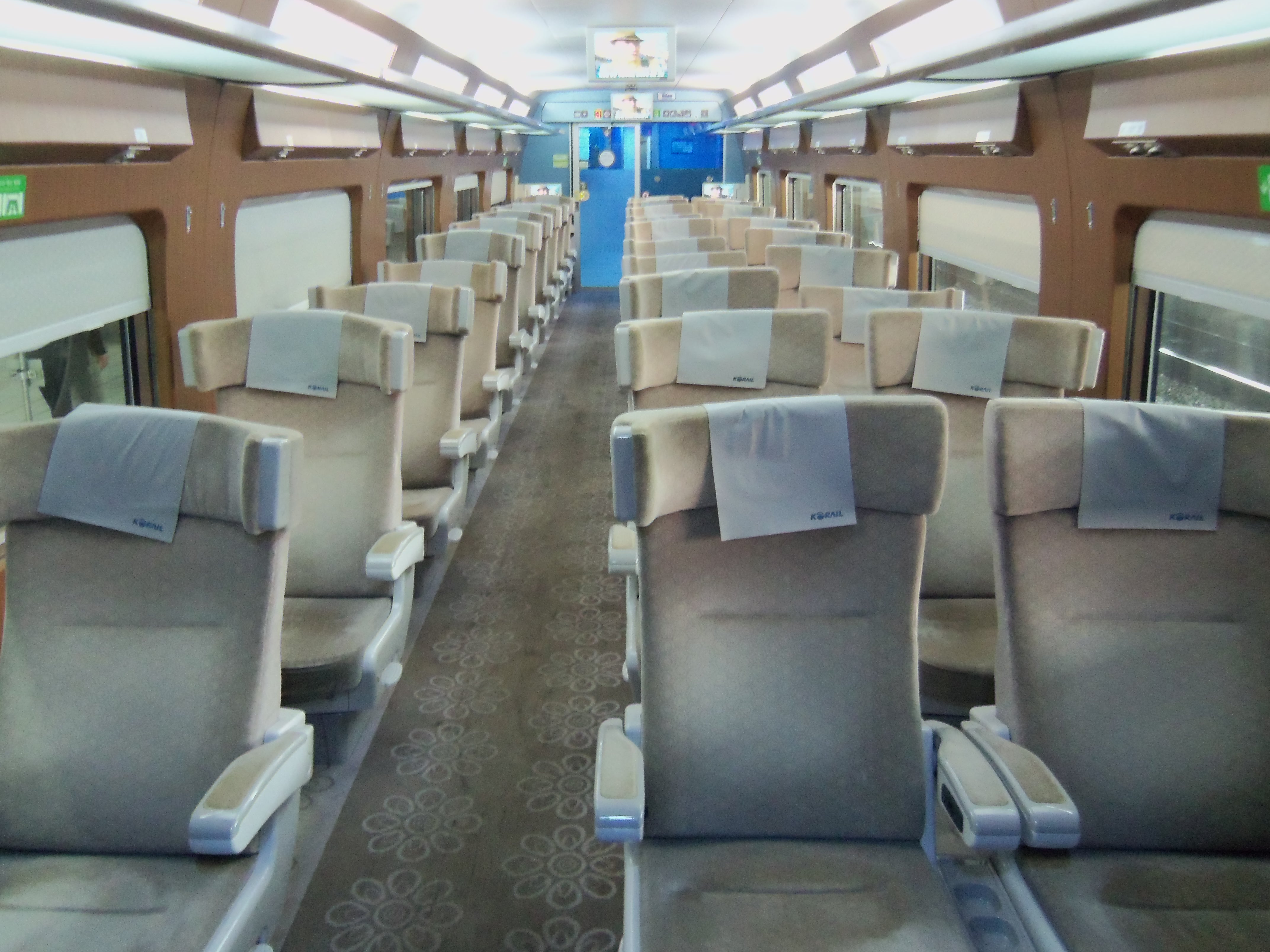
特室車
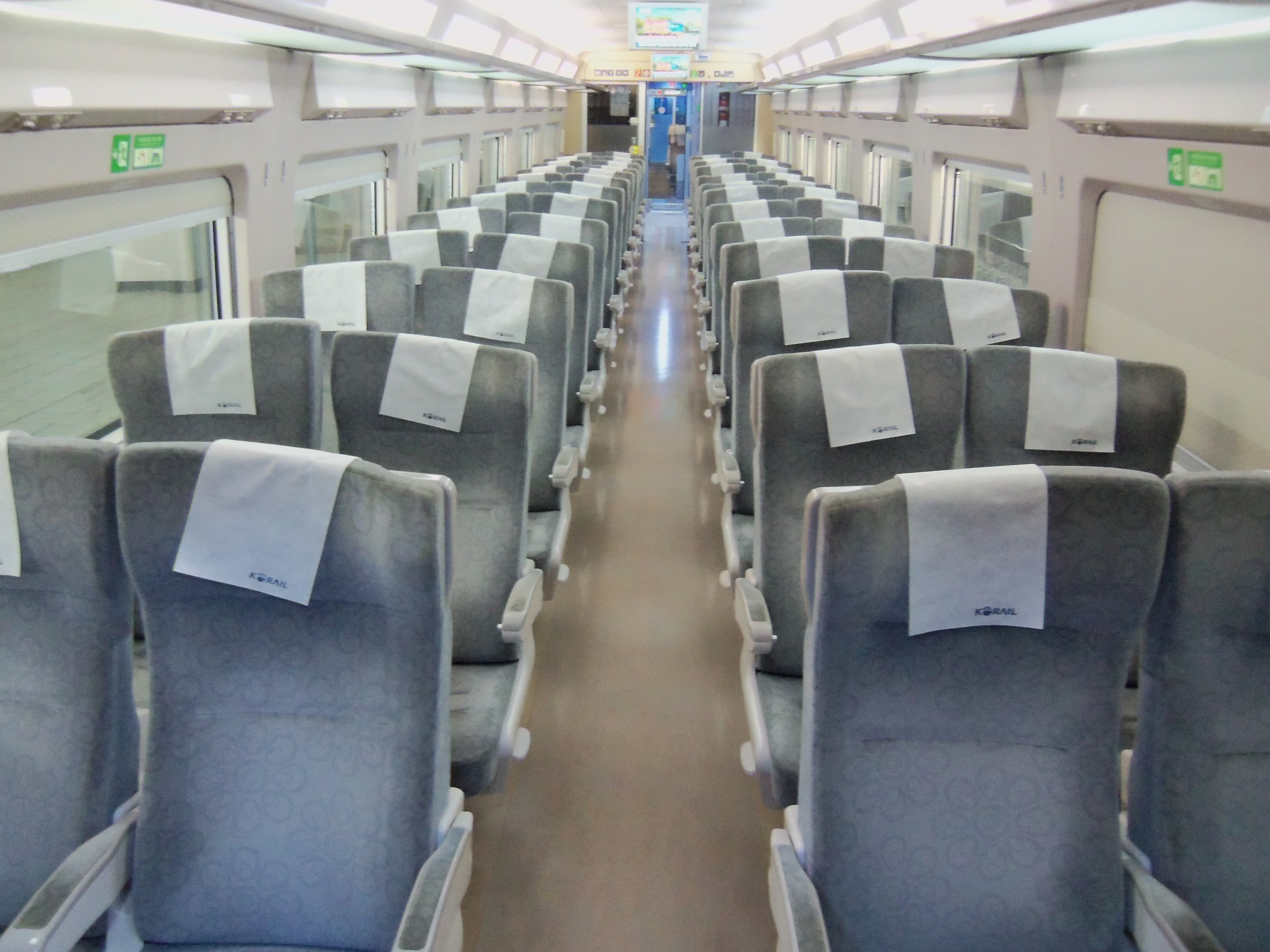
一般車
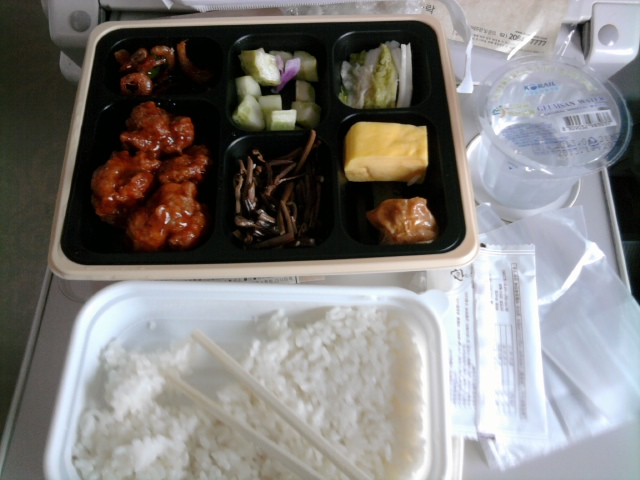
車内で販売されている駅弁

## 作品での登場
韓国で製作されたアニメーション「ちびっこバス タヨ」でも本形式が登場している。